# Mongoliets herrlandslag i ishockey
Mongoliets herrlandslag i ishockey representerar Mongoliet i ishockey för herrar. Laget debuterade i ishockeyturneringen vid asiatiska vinterspelen 1999 i Kangwon i Sydkorea den 30 januari det året, då man förlorade med 1-14 mot Sydkorea.
Mongoliet debuterade i D-VM I Irland 2007 och kom sist (femma) efter att ha förlorat samtliga fyra matcher mot Irland, Luxemburg, Sydafrika och Nya Zeeland. Laget gjorde bara totalt 3 mål och släppte in totalt 45 mål. Lagets första mål i VM-sammanhang gjordes av Bayarsaikhan Jargalsaikhan som gjorde reducering till 1-7 mot Luxemburg som senare slutade 1-10.
I D-VM i Luxemburg 2008 kom laget sist efter att ha förlorat samtliga fem matcher mot Grekland, Turkiet, Nordkorea, Luxemburg och Sydafrika. Laget gjorde 11 mål men släppte in 59.
Mongoliet låg 2013 rankad som 46:e plats på IIHF:s världsrankinglista.
Flera spelare är även med i bandylandslaget, bland andra Bayarsaikhan Jargalsaikhan. 
Mongoliet vann sin första match i VM-sammanhang när man slog Georgien med 6-0 i kvalet till VM Division III 2013 i Sydafrika. Men man klarade inte av att kvalificera sig till 2013 efter förluster mot Förenade Arabemiraten med 2-3 och mot Grekland med 2-5.

## OS-turneringar
- 2002 - OS i Salt Lake City, USA - deltog ej
- 2006 - OS i Turin, Italien - deltog ej
- 2010 - OS i Vancouver, Kanada - deltog ej
- 2014 - OS i Sotji, Ryssland - deltog ej

## VM-turneringar
- 2007 - VM Division III i Irland - femma (sist), 4 matcher, 0 segrar, 4 förluster, 0 sudden deaths-/straffläggningssegrar, 0 sudden deaths-/straffläggningsförluster, 3 gjorda mål , 45 insläppta mål, 0 poäng.
- 2008 - VM Division III i Luxemburg - sexa (sist), 5 matcher, 0 segrar, 5 förluster, 0 sudden deaths-/straffläggningssegrar, 0 sudden deaths-/straffläggningsförluster, 11 gjorda mål, 59 insläppta mål, 0 poäng.
- 2009 - VM Division III i Nya Zeeland - Mongoliet kunde inte ställa upp på grund av problem med att få visum till Nya Zeeland.[1]
- 2010 - VM Division III i Armenien - trea (brons)*, 3 matcher, 0 segrar, 3 förluster, 0 sudden deaths-/straffläggningssegrar, 0 sudden deaths-/straffläggningsförluster, 5 gjorda mål, 42 insläppta mål, 0 poäng. *Matchen mot Armenien skrivs inte in i VM-statistiken på grund av att Armenien vägrade skicka in passen för sina spelare till IIHF.
- 2011 - VM Division III i Sydafrika - deltog ej på grund av ekonomiska problem och brist på hockeymaterial.
- 2012 - VM Division III i Turkiet - sexa (sist), 5 matcher, 0 segrar, 5 förluster, 0 sudden deaths-/straffläggningssegrar, 0 sudden deaths-/straffläggningsförluster, 8 gjorda mål, 39 insläppta mål, 0 poäng.
- 2013 - VM Division III kval i Förenta Arabemiraten - trea (näst sist), 3 matcher, 1 seger, 2 förluster, 0 sudden deaths-/straffläggningssegrar, 0 sudden deaths-/straffläggningsförluster, 10 gjorda mål, 8 insläppta mål, 3 poäng.

## VM-statistik

### 2007-
| VM-Turneringar | Matcher | Segrar | Förluster | Övertids-/Straffläggningssegrar | Övertids-/Straffläggningsförluster | Gjorda mål | Insläppta mål | Poäng |
| -------------- | ------- | ------ | --------- | ------------------------------- | ---------------------------------- | ---------- | ------------- | ----- |
| VM             | 0       | 0      | 0         | 0                               | 0                                  | 0          | 0             | 0     |
| Division I     | 0       | 0      | 0         | 0                               | 0                                  | 0          | 0             | 0     |
| Division II    | 0       | 0      | 0         | 0                               | 0                                  | 0          | 0             | 0     |
| Division III   | 17      | 0      | 17        | 0                               | 0                                  | 27         | 185           | 0     |

- ändrat poängsystem efter VM 2006, där seger ger 3 poäng istället för 2 och att matcherna får avgöras genom sudden death (övertid) och straffläggning vid oavgjort resultat i full tid. Vinnaren får där 2 poäng, förloraren 1 poäng.

## Spelade matcher
Avser matcher fram till 22 mars, 2014
| Lag                   | S | V | O | F | GM | IM |
| --------------------- | - | - | - | - | -- | -- |
| Bahrain               | 1 | 1 | 0 | 0 | 21 | 1  |
| Förenade Arabemiraten | 4 | 0 | 0 | 4 | 4  | 16 |
| Georgien              | 1 | 1 | 0 | 0 | 6  | 0  |
| Grekland              | 3 | 0 | 0 | 3 | 7  | 19 |
| Hongkong              | 5 | 1 | 0 | 4 | 18 | 19 |
| Indien                | 2 | 2 | 0 | 0 | 30 | 0  |
| Irland                | 2 | 0 | 0 | 2 | 4  | 19 |
| Kazakstan             | 2 | 0 | 0 | 2 | 1  | 65 |
| Kirgizistan           | 1 | 0 | 0 | 1 | 3  | 14 |
| Kuwait                | 5 | 5 | 0 | 0 | 26 | 8  |
| Luxemburg             | 3 | 0 | 0 | 3 | 2  | 24 |
| Macao                 | 2 | 2 | 0 | 0 | 10 | 2  |
| Malaysia              | 2 | 1 | 0 | 1 | 8  | 9  |
| Nordkorea             | 3 | 0 | 0 | 3 | 3  | 51 |
| Nya Zeeland           | 1 | 0 | 0 | 1 | 1  | 10 |
| Singapore             | 2 | 2 | 0 | 0 | 8  | 3  |
| Sydafrika             | 4 | 0 | 0 | 4 | 9  | 46 |
| Sydkorea              | 2 | 0 | 0 | 2 | 2  | 35 |
| Taiwan                | 2 | 0 | 0 | 2 | 3  | 17 |
| Thailand              | 5 | 2 | 0 | 3 | 19 | 22 |
| Turkiet               | 2 | 0 | 0 | 2 | 3  | 21 |